# Brustbund
Der Brustbund (auch Rettungsbund, veraltet: Rettungsknoten) bezeichnet eine spezielle Art, eine Feuerwehrleine (früher: Fangleine) anzulegen, um eine Person im Notfall ohne Gerät wie Feuerwehrhaltegurt oder Abseilgeschirr gegen Abstürzen (z. B. beim Herabführen auf einer Leiter) zu sichern, abzuseilen oder heraufzuziehen.

## Anwendung
Bei der Sicherung gegen Absturz handelt es sich um statisches Halten. Eine Sicherung gegen Absturz darf nur erfolgen, wenn ein freier Sturz der zu sichernden Person sicher ausgeschlossen ist. Dies wird durch eine straffe Leinenführung und einen Fest- oder Umlenkpunkt oberhalb der zu sichernden Person erreicht. Der Brustbund eignet sich nicht zur dynamischen Sicherung (Auffangen) im Rahmen der Absturzsicherung.
Das Hängen im Brustbund stellt eine hohe physische Belastung für die zu rettende Person dar, daher sollte eine Rettung mittels Brustbund nur im Rahmen einer unabwendbaren Crash-Rettung erfolgen. Schon nach wenigen Minuten des Hängens im Brustbund erleidet die zu rettende Person ein Hängetrauma.